# Angola ved OL
Angola ved OL
Angola har deltaget i ni olympiske sommerlege, men ingen olympiske vinterlege. Ingen udøvere fra Angola har vundet medalje i OL. 

## Medaljeoversigt
| Angolas medaljer under de olympiske sommerlege | Angolas medaljer under de olympiske sommerlege | Angolas medaljer under de olympiske sommerlege | Angolas medaljer under de olympiske sommerlege | Angolas medaljer under de olympiske sommerlege | Angolas medaljer under de olympiske sommerlege |
| ---------------------------------------------- | ---------------------------------------------- | ---------------------------------------------- | ---------------------------------------------- | ---------------------------------------------- | ---------------------------------------------- |
| Lege                                           | Guld                                           | Sølv                                           | Bronze                                         | Totalt                                         | Rang                                           |
| 1980 Moskva                                    | 0                                              | 0                                              | 0                                              | 0                                              | –                                              |
| 1984 Los Angeles                               | Deltog ikke                                    | Deltog ikke                                    | Deltog ikke                                    | Deltog ikke                                    | Deltog ikke                                    |
| 1988 Seoul                                     | 0                                              | 0                                              | 0                                              | 0                                              | –                                              |
| 1992 Barcelona                                 | 0                                              | 0                                              | 0                                              | 0                                              | –                                              |
| 1996 Atlanta                                   | 0                                              | 0                                              | 0                                              | 0                                              | –                                              |
| 2000 Sydney                                    | 0                                              | 0                                              | 0                                              | 0                                              | –                                              |
| 2004 Athen                                     | 0                                              | 0                                              | 0                                              | 0                                              | –                                              |
| 2008 Beijing                                   | 0                                              | 0                                              | 0                                              | 0                                              | –                                              |
| 2012 London                                    | 0                                              | 0                                              | 0                                              | 0                                              | –                                              |
| 2016 Rio de Janeiro                            | 0                                              | 0                                              | 0                                              | 0                                              | -                                              |
| 2020 Tokyo                                     |                                                |                                                |                                                |                                                |                                                |
| Totalt                                         | 0                                              | 0                                              | 0                                              | 0                                              |                                                |

## Deltageroversigt
| År                  | Udøver totalt | Udøver per sport | Udøver per sport | Udøver per sport | Udøver per sport | Udøver per sport | Udøver per sport | Udøver per sport | Udøver per sport | Udøver per sport | Udøver per sport | Udøver per sport |
| År                  | Udøver totalt | Atletik          | Basketball       | Boksning         | Kano             | Håndbold         | Judo             | Roning           | Svømning         | Skyding          | Sejlsport        | Beachvolley      |
| ------------------- | ------------- | ---------------- | ---------------- | ---------------- | ---------------- | ---------------- | ---------------- | ---------------- | ---------------- | ---------------- | ---------------- | ---------------- |
| 1980 Moskva         | 11            | 3                | -                | 3                | -                | -                | -                | -                | 5                | -                | -                | -                |
| 1988 Seoul          | 24            | 6                | -                | 3                | -                | -                | 7                | -                | 8                | -                | -                | -                |
| 1992 Barcelona      | 28            | 5                | 12               | 1                | -                | -                | 4                | -                | 3                | -                | 3                | -                |
| 1996 Atlanta        | 28            | 2                | 12               | -                | -                | 12               | -                | -                | 1                | 1                | -                | -                |
| 2000 Sydney         | 30            | 2                | 12               | -                | -                | 13               | -                | -                | 2                | 1                | -                | -                |
| 2004 Athen          | 30            | 1                | 12               | -                | -                | 15               | 1                | -                | 1                | -                | -                | -                |
| 2008 Beijing        | 32            | 1                | 12               | -                | 1                | 14               | -                | -                | 2                | -                | -                | 2                |
| 2012 London         | 33            | 2                | 12               | -                | 2                | 14               | 1                | -                | 2                | -                | -                | -                |
| 2016 Rio de Janeiro | 25            | 2                | -                | -                | -                | 14               | 1                | 2                | 2                | 1                | 3                | -                |